# Dicranomyia (Dicranomyia) monostromia
Dicranomyia (Dicranomyia) monostromia is een tweevleugelige uit de familie steltmuggen (Limoniidae). De soort komt voor in het Palearctisch gebied.